# Agathon setosus
Agathon setosus är en tvåvingeart som beskrevs av Peter Zwick och Arefina 2005. Agathon setosus ingår i släktet Agathon och familjen Blephariceridae. Inga underarter finns listade i Catalogue of Life.